# George Bruns (cestista)
George William Bruns (Brooklyn, 30 agosto 1946) è un ex cestista e allenatore di pallacanestro statunitense, professionista nella ABA.

## Carriera
Disputò 13 partite con i New York Nets nella stagione 1972-73.